# Drew Ginn
Drew Cameron Ginn (Leongatha, 20 novembre 1974) è un ex canottiere ed ex ciclista su strada australiano, vincitore di tre medaglie d'oro alle olimpiadi, nel 4 senza ad Atlanta 1996 e nel 2 senza ad Atene 2004 e Pechino 2008 e d'argento a Londra 2012.
Dopo aver vinto numerose medaglie anche ai Campionati del mondo di canottaggio, a partire dal 2009 si è dedicato al ciclismo, ottenendo subito buoni risultati in particolare nelle gare a cronometro.

## Palmarès

### Canottaggio
- Olimpiadi

Atlanta 1996: oro nel 4 senza.
Atene 2004: oro nel 2 senza.
Pechino 2008: oro nel 2 senza.
Londra 2012: argento nel 4 senza.
- Campionati del mondo di canottaggio

1997 - Lago di Aiguebelette: bronzo nell'8 con.
1998 - Colonia: oro nel 4 con e argento nel 2 senza.
1999 - St. Catharines: oro nel 2 senza.
2003 - Milano: oro nel 2 senza.
2006 - Eton: oro nel 2 senza.
2007 - Monaco di Baviera: oro nel 2 senza.
2011 - Bled: bronzo nel 4 senza.

### Ciclismo
- 2010

Campionati oceaniani, Gara a cronometro